# Біочар (вугілля)

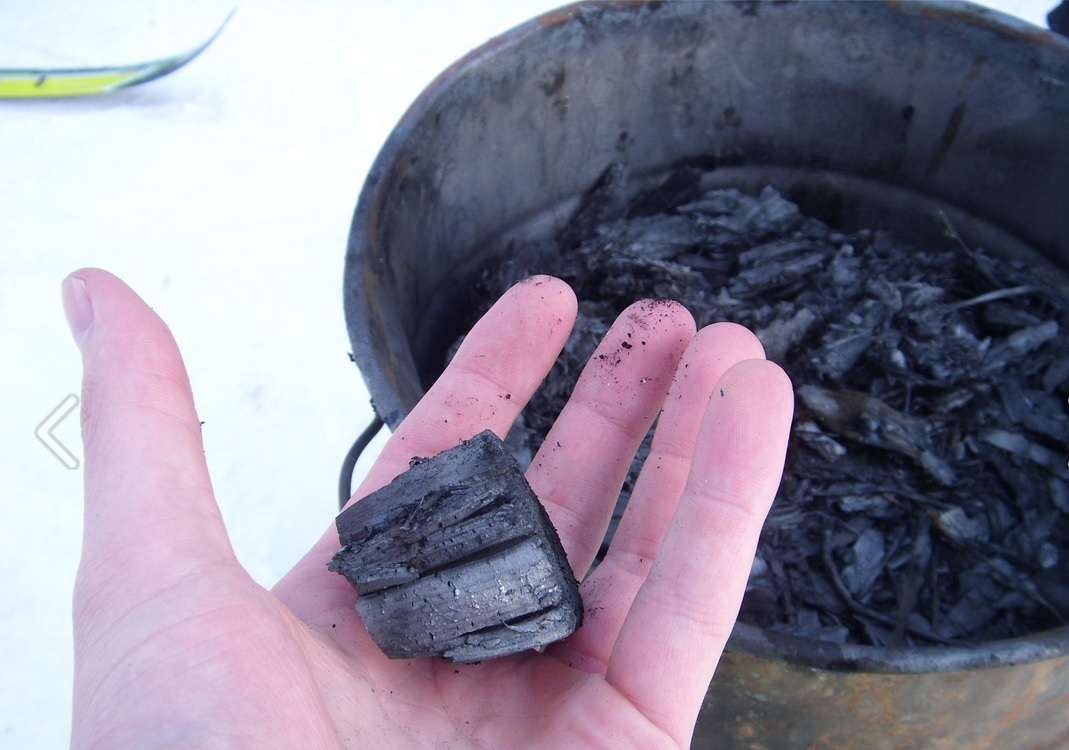
Біовугілля, виготовлене із залишків деревини

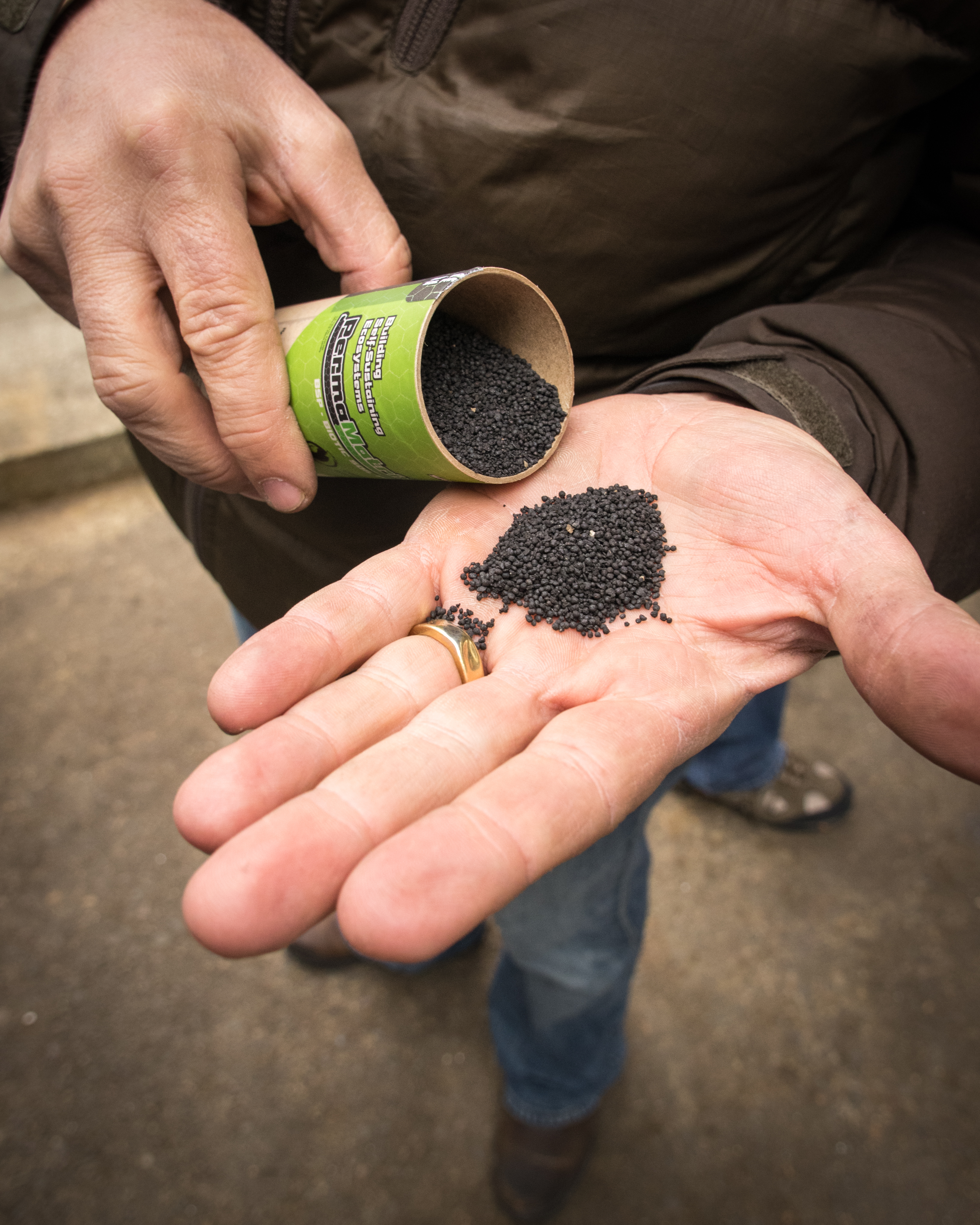
Менші гранули біовугілля

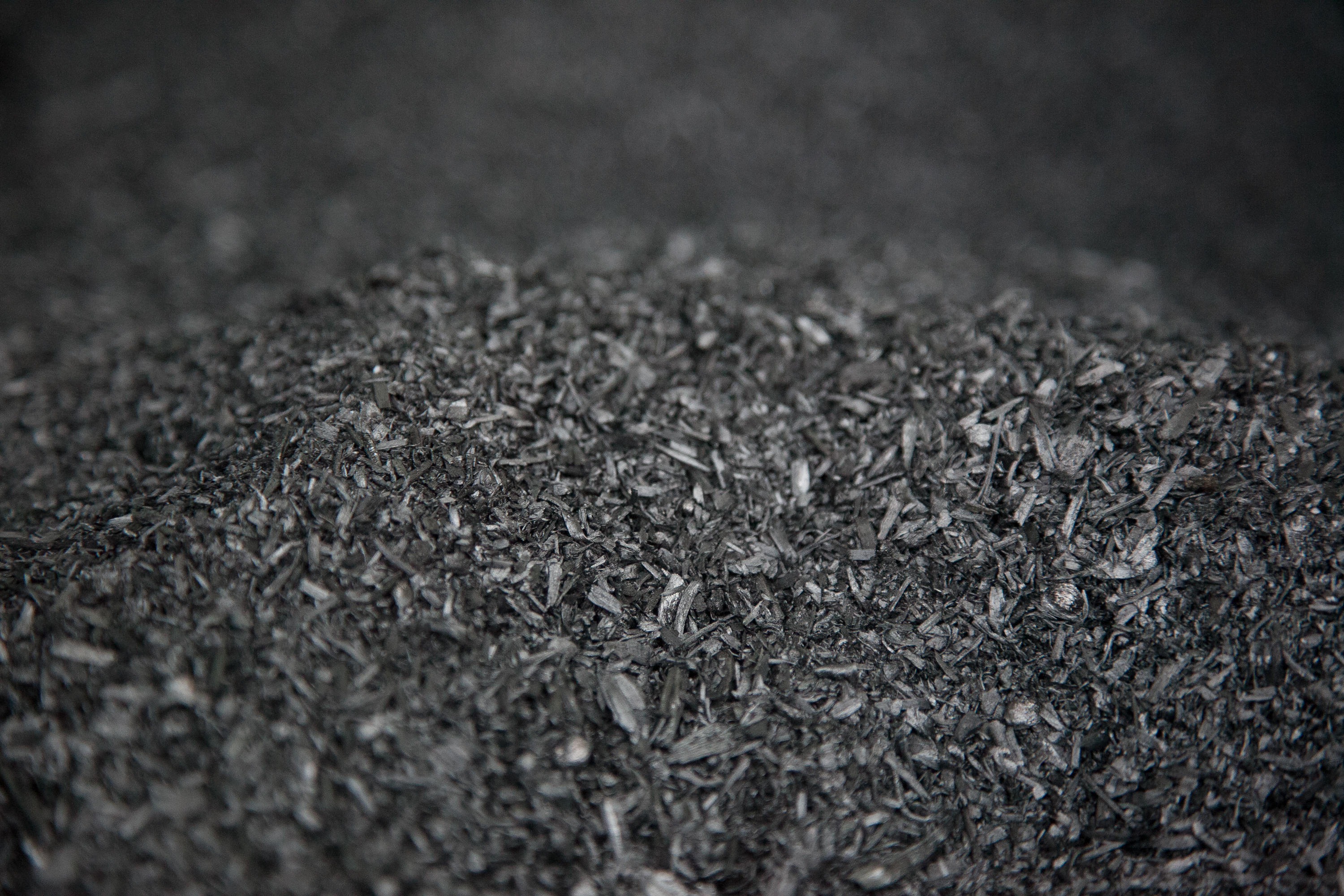
Біовугілля після виробництва

Біовугілля(з англ. biochar) — це легкий чорний залишок з вуглецю та золи, що залишається після піролізу біомаси. Біовугілля може підвищити родючість ґрунтів і збільшити продуктивність сільського господарства, а також значно зменшити рівень вуглецю в атмосфері
Міжнародна ініціатива з біовугілля пропонує визначення «твердий матеріал, отриманий термохімічним перетворенням біомаси в середовищі з обмеженим вмістом кисню».
Біовугілля — це стабільна тверда речовина, яка багата пірогенним вуглецем і може зберігатися в ґрунті тисячі років, сприяючи покращенню родючих властивостей ґрунту, завдяки своїх пористій структурі, що насичує киснем та вуглецем ґрунт, і є ідеальним середовищем для розвитку необхідних мікроорганізмів.
Вогнетривка стабільність біовугілля призводить до концепції пірогенного захоплення та зберігання вуглецю, тобто секвестрації вуглецю у формі біовугілля. Це може бути засобом пом'якшення зміни клімату завдяки його потенціалу поглинання вуглецю з мінімальними зусиллями.

## Історія
Слово «біовугілля» є англійським неологізмом кінця 20 століття, що походить від грецького слова βίος , bios — «життя» і «char» — деревне вугілля, вироблене шляхом карбонізації біомаси. Вважається, що вугілля бере участь у біологічних процесах у ґрунті, водних середовищах існування та травній системі тварин.
Доколумбові жителі Амазонії виробляли біовугілля, змушуючи тліти сільськогосподарські відходи (тобто покриваючи палаючу біомасу ґрунтом) у ямах або траншеях. Невідомо, чи навмисно вони використовували біовугілля для підвищення продуктивності ґрунту. Європейські поселенці називали це terra preta de Indio. Після спостережень і експериментів дослідницька група, яка працювала у Французькій Гвіані, висунула гіпотезу про те, що амазонський дощовий черв’як Pontoscolex corethrurus був головним агентом тонкого подрібнення та включення уламків деревного вугілля в мінеральний ґрунт.

## Виробництво
Біовугілля — це дрібнозернистий відхід з високим вмістом вуглецю, який отримують шляхом піролізу; це прямий термічний розклад біомаси за відсутності кисню (запобігання горінню), який утворює суміш твердих речовин (власне біовугілля), рідини (біонафта) і газу (синтез-газ).
Газифікатори виробляють більшу частину біовугілля, що продається в Сполучених Штатах. Процес газифікації складається з чотирьох основних стадій: окислення, сушіння, піролізу і відновлення. Температура при піролізі в газифікаторах: 250—550 °C (523—823 К), 600—800 °C (873—1 073 К) у зоні зниження, і 800—1 000 °C (1 070—1 270 К) в зоні горіння.
Питомий вихід від піролізу залежить від умов процесу, таких як температура, час перебування та швидкість нагрівання. Ці параметри можна налаштувати для виробництва енергії або біовугілля. За температури 400—500 °C (673—773 К) виробляють більше вугілля, тоді як температури вище 700 °C (973 К) сприяють виходу рідких і газових компонентів палива. Піроліз відбувається швидше при вищих температурах, зазвичай це вимагає секунд, а не годин. Збільшення швидкості нагрівання призводить до зменшення виходу біовугілля Типовий вихід становить 60% біонафти, 20% біовугілля та 20% синтез-газу. Для порівняння, повільний піроліз може виробляти значно більше вугілля (≈35%); це сприяє родючості ґрунту. Після ініціалізації обидва процеси виробляють чисту енергію. Для типових витрат енергія, необхідна для роботи «швидкого» піролізера, становить приблизно 15% енергії, яку він видає. Піролізні установки можуть використовувати синтез-газ і виробляти в 3-9 разів більше енергії, необхідної для роботи.
Окрім піролізу, процеси торрефікації та гідротермальної карбонізації також можуть термічно розкласти біомасу до твердого матеріалу. Однак ці продукти не можна чітко визначити як біовугілля. Вуглецевий продукт процесу торрефікації містить деякі леткі органічні компоненти, тому його властивості знаходяться між властивостями вихідної біомаси та біовугілля.
Крім того, навіть гідротермальна карбонізація може давати насичений вуглецем твердий продукт; але гідротермальна карбонізація значно відрізняється від звичайного термічного процесу перетворення. Твердий продукт гідротермальної карбонізації визначається як "гідровугілля", а не "біовугілля".
Метод амазонської ями/траншеї  не збирає ні біонафту, ні синтетичний газ, і викидає CO2 , сажу та інші парникові гази (ПГ) (і потенційно токсиканти ) у повітря, хоча менше парникових газів, ніж уловлюється під час зростання біомаси. Системи комерційного масштабу переробляють сільськогосподарські відходи, паперові побічні продукти та навіть муніципальні відходи та зазвичай усувають ці побічні ефекти шляхом уловлювання та використання рідких і газоподібних продуктів. Переможець 2018 року X Prize Foundation за генератори атмосферної води збирає питну воду на стадії сушіння в процесі газифікації. Виробництво біовугілля як продукт у більшості випадків не є пріоритетним.

### Спрощене виробництво
Фермери в країнах, що розвиваються, легко виробляють власне біовугілля без спеціального обладнання. Вони створюють купи відходів рослинництва (наприклад, стебла кукурудзи, рисової або пшеничної соломи), запалюють купи зверху та гасять вугілля брудом або водою для отримання біовугілля. Цей метод значно зменшує дим у порівнянні з традиційними методами спалювання відходів рослинництва. Цей метод відомий як спалювання зверху вниз або консерваційне спалювання.

### Централізовані, децентралізовані та мобільні системи
У централізованій системі невикористана біомаса надходить на центральний завод для переробки в біовугілля. Крім того, кожен фермер або група фермерів може керувати піччю. Нарешті, вантажівка, оснащена піролізатором, може пересуватися з місця на місце для піролізу біомаси. Потужність автомобіля надходить від потоку синтез-газу, тоді як біовугілля залишається на фермі. Біопаливо відправляється на нафтопереробний завод або місце зберігання. Фактори, які впливають на вибір типу системи, включають вартість транспортування рідких і твердих побічних продуктів, кількість матеріалу, який потрібно переробити, і здатність забезпечити енергомережу.
Звичайні культури, які використовуються для виготовлення біовугілля, включають різні породи дерев, а також різні енергетичні культури. Деякі з цих енергетичних культур (наприклад, Pennisetum Purpureum) можуть зберігати набагато більше вуглецю за менший проміжок часу, ніж дерева.
Для культур, які не використовуються виключно для виробництва біовугілля, співвідношення залишки-продукт (RPR) і коефіцієнт збору (CF), відсоток залишків, які не використовуються для інших цілей, вимірюють приблизну кількість вихідної сировини, яку можна отримати. Наприклад, Бразилія щорічно збирає приблизно 460 мільйонів тонн (MT) цукрової тростини з RPR 0,30 і CF 0,70 для бадилля цукрової тростини, яке зазвичай спалюється в полі. Це означає приблизно 100 тонн залишків на рік, які можуть бути піддані піролізу для отримання енергії та ґрунтових добавок. Додавання багаси (жом) (відходів цукрової тростини) (RPR=0,29 CF=1,0), яка інакше спалюється (неефективно) у котлах, підвищує загальну кількість до 230 тонн вихідної сировини для піролізу. Деякі рослинні залишки, однак, повинні залишатися на ґрунті, щоб уникнути збільшення витрат і викидів від азотних добрив.
Різні компанії в Північній Америці, Австралії, Європі продають біовугілля або установки для виробництва біовугілля. У Швеції «Стокгольмське рішення» — це міська система посадки дерев, яка використовує 30% біовугілля для підтримки росту міських лісів.
На Міжнародній конференції з біовугілля 2009 року була представлена мобільна піролізна установка із заданим споживанням 450 кг для застосування в сільському господарстві.

### Термокаталітична деполімеризація
Також, «термокаталітична деполімеризація», що використовує мікрохвилі, була використана для ефективного перетворення органічної речовини на біовугілля в промислових масштабах, виробляючи ≈50% вугілля.

## Властивості
Фізичні та хімічні властивості біовугілля, визначені сировиною з якої воно виробляється та технологіями якими виробляється. Характеристичні дані пояснюють їх ефективність при конкретному використанні. Наприклад, рекомендації, опубліковані International Biochar Initiative, містять стандартизовані методи оцінки.
Властивості можна класифікувати за кількома ознаками, включаючи приблизний і елементний склад, значення pH і пористість. Атомні співвідношення біовугілля, включаючи H/C і O/C, корелюють із властивостями, які мають відношення до органічного вмісту, такими як полярність і ароматичність. Діаграма Ван-Кревелена може показати еволюцію атомних співвідношень біовугілля в процесі виробництва. У процесі карбонізації атомні співвідношення H / C і O /C зменшуються через вивільнення функціональних груп, які містять водень і кисень.
Температура виробництва впливає на властивості біовугілля кількома способами. Молекулярна структура вуглецю твердої матриці біовугілля зазнає особливого впливу. Початковий піроліз при 450 – 550 °C залишає структуру аморфного вуглецю. Температури вище цього діапазону призведуть до прогресивного термохімічного перетворення аморфного вуглецю в листи турбостратичного графену. Провідність біовугілля також зростає з температурою виробництва. Важливо для захоплення вуглецю, ароматність і внутрішня стійкість зростає з температурою.

## Застосування

### Поглинання вуглуцю
Спалювання біомаси та природне розкладання призводять до вивільнення великої кількості вуглекислого газу та метану в атмосферу Землі. Процес виробництва біовугілля також вивільняє CO2  (до 50% біомаси), однак вміст вуглецю, що залишився, стає незмінно стабільним. Вуглець біовугілля залишається в землі протягом століть, сповільнюючи зростання рівня парникових газів в атмосфері. Водночас його присутність у землі може:
- покращити якість води;
- підвищити родючість ґрунту;
- підвищити продуктивність сільського господарства;
- зменшити тиск на старі ліси.

Біовугілля може поглинати вуглець у ґрунті на сотні чи тисячі років, як вугілля. Ранні роботи, що пропонують використання біовугілля для видалення вуглекислого газу для створення довгострокового стабільного поглинача вуглецю, були опубліковані в 2010-х роках. Цю техніку підтримують такі вчені, як Джеймс Хансен і Джеймс Лавлок.
У звіті 2010 року було оцінено, що стале використання біовугілля може зменшити глобальні чисті викиди вуглекислого газу (CO
2), метану та закису азоту до 1,8 мільярда тонн еквівалента вуглекислого газу (CO
2 e) на рік (порівняно з приблизно 50 мільярдами тонн викидів у 2021 році), не ставлячи під загрозу продовольчу безпеку, середовища проживання чи збереження ґрунту. Дослідження 2018 року висунуло сумніви, що біомаси буде достатньо для досягнення значного поглинання вуглецю. Однак, огляд 2021 року оцінив потенційне видалення CO2  від 1,6 до 3,2 мільярдів тонн на рік, і до 2023 року він став прибутковим бізнесом, оновленим завдяки вуглецевим кредитам.
У 2021 році вартість біовугілля коливалась приблизно в межах європейських цін на вуглець, але вона ще не була включена до схеми торгівлі викидами ЄС чи Великобританії.
У країнах, що розвиваються, біовугілля, отримане з вдосконалених плит для домашнього використання, може сприяти цьому , щоб зменшити викиди вуглецю, якщо використання оригінальної кухонної плити буде припинено, одночасно досягаючи інших переваг для сталого розвитку.

### Покращення родючості ґрунту

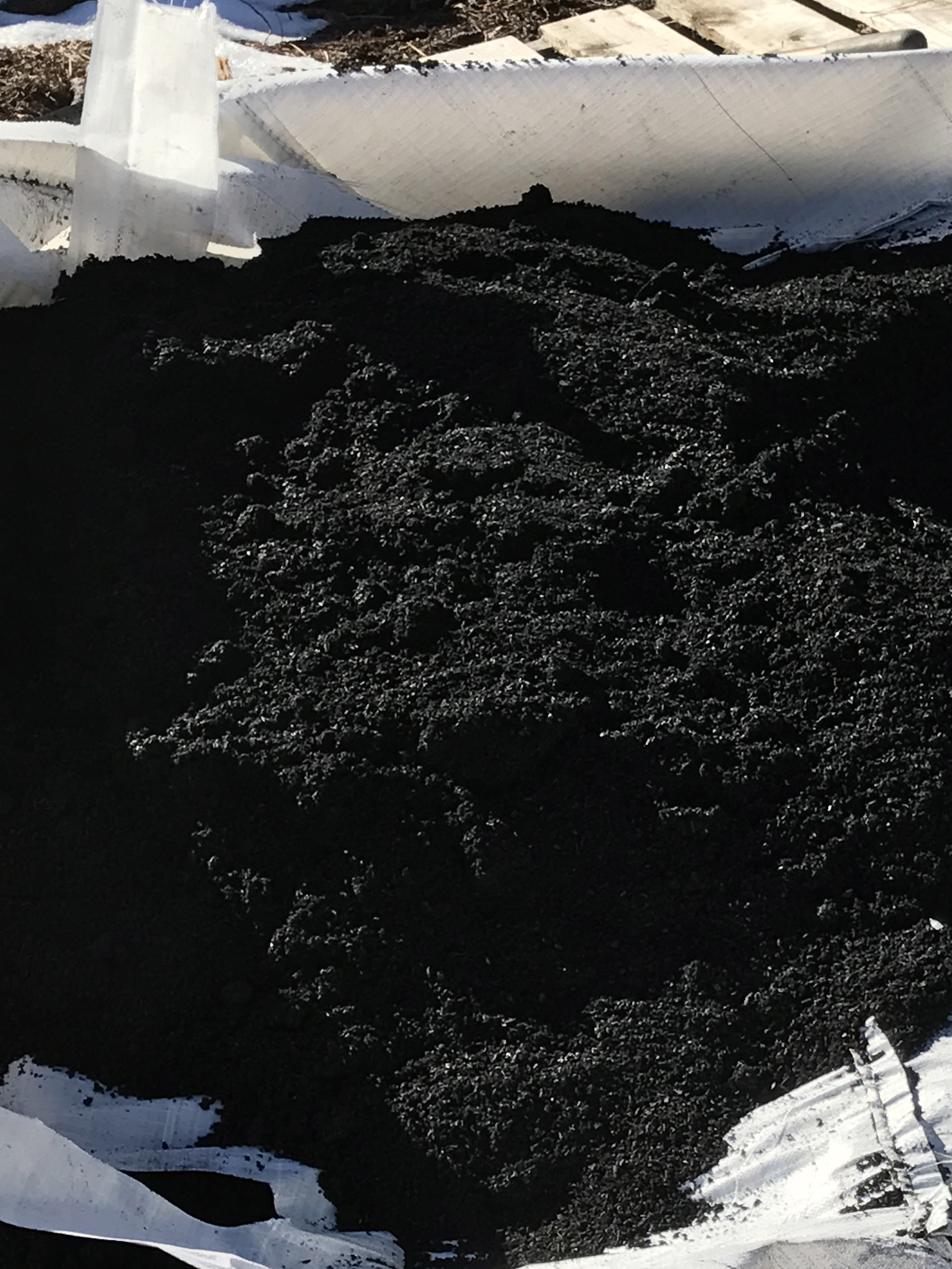
Біовугілля в підготовці як доповнення до ґрунту

Пориста природа біовугілля ефективно утримує воду та водорозчинні поживні речовини. Ґрунтовий біолог Елейн Інгам підкреслила його придатність як середовище існування для корисних ґрунтових мікроорганізмів. Вона зазначила, що при попередньому заселенні цими корисними організмами біовугілля сприяє хорошому здоров’ю ґрунту та рослин.
Біовугілля зменшує вимивання E-coli через піщаний ґрунт залежно від норми внесення, вихідної сировини, температури піролізу, вмісту вологи в ґрунті, структури ґрунту та властивостей поверхні бактерій.
Рослинам, яким потрібен високий вміст калію та підвищений рН, біовугілля може підвищити врожайність.
Біовугілля може покращити якість води, зменшити викиди ґрунтом парникових газів, зменшити вимивання поживних речовин, зменшити кислотність ґрунту  та зменшити потреби в зрошенні та добривах. За певних обставин біовугілля викликає системну реакцію рослин на листкові грибкові захворювання та покращує реакцію рослин на хвороби, спричинені ґрунтовими патогенами.
Вплив біовугілля залежить від його властивостей, а також від застосованої кількості , хоча знання про важливі механізми та властивості поки обмежені. Вплив біовугілля може залежати від регіональних умов, включаючи тип ґрунту, стан ґрунту (збіднений чи здоровий), температуру та вологість. Незначні додавання біовугілля зменшують викиди оксид азоту (N
2O)  до 80% і усуває викиди метану, які є ще більш потужними парниковими газами, ніж CO2.
Дослідження показали позитивний вплив біовугілля на виробництво сільськогосподарських культур на деградованих і бідних поживними речовинами ґрунтах. Застосування компосту та біовугілля в рамках проекту FP7 FERTIPLUS позитивно вплинуло на вологість ґрунту, продуктивність і якість сільськогосподарських культур у багатьох країнах. Біовугілля можна адаптувати до певних властивостей для націлювання на різні властивості ґрунту. У ґрунті колумбійської савани біовугілля зменшило вимивання важливих поживних речовин, сприяло більш високому засвоєнню поживних речовин і забезпечило більшу доступність поживних речовин. При вмісті 10% біовугілля знижувало рівень забруднюючих речовин у рослинах до 80%, одночасно знижуючи вміст хлордану та ДДТ у рослинах на 68 та 79% відповідно. Через високу адсорбційну здатність біовугілля може знизити ефективність пестицидів. Але біовугілля зменшує потребу в азотних добривах, тим самим зменшуючи витрати та викиди від виробництва та транспортування добрив.
Біовугілля можна заорювати в ґрунти посівних полів для підвищення їх родючості та стабільності, а також для середньо- та довгострокового поглинання вуглецю в цих ґрунтах. Це означало значне покращення стану тропічних ґрунтів, демонструючи позитивний вплив на підвищення родючості ґрунту та покращення стійкості до хвороб у ґрунтах Західної Європи. Використання біовугілля як кормової добавки може бути способом застосування біовугілля на пасовищах і зменшення викидів метану.
Норми внесення 2.5-20 тонн/гектар, можуть сприяти підвищенню врожайності рослин. Вартість біовугілля в розвинених країнах коливається від 300 до 7000 доларів США за тонну, що, як правило, непрактично для фермера/садівника та непомірно високе для польових культур з низькими затратами. У країнах, що розвиваються, обмеження сільськогосподарського біовугілля пов’язані більше з наявністю біомаси та часом виробництва. Компромісом є використання невеликих кількостей біовугілля в більш дешевих комплексах біовугілля та добрива.

### Підсічно-біовугільна система землеробства
Перехід від підсічно-вогневого до підсічно-біовугільного землеробства в Бразилії може зменшити вирубку лісів у басейні Амазонки та викиди вуглекислого газу, а також збільшити врожайність. Підсічно-вогневий процес залишає в ґрунті лише 3% вуглецю з органічного матеріалу. Підсічно-біовугільний може зберігати до 50%.
Біовугілля зменшує потребу в азотних добривах, тим самим зменшуючи витрати та викиди від виробництва та транспортування добрив.
Крім того, завдяки покращенню здатності до обробітку ґрунту, його родючості та продуктивності ґрунти, збагачені біовугіллям, можуть нескінченно довго сприяти сільськогосподарському виробництву, тоді як ґрунти підсічно-випалювального періоду швидко виснажуються поживними речовинами, змушуючи фермерів покидати поля, створюючи безперервний цикл підсічки та спалювання. Використання піролізу для виробництва біоенергії не потребує змін інфраструктури, як, наприклад, переробка біомаси для целюлозного етанолу. Крім того, біовугілля можна вносити широко використовуваним обладнанням.

### Затримка води
Біовугілля є гігроскопічним завдяки своїй пористій структурі та високій питомій поверхні. У результаті добрива та інші поживні речовини зберігаються на благо рослин.

### Корм для тварин
Біовугілля використовувалося для годування тварин протягом століть.
Даг Поу, фермер із Західної Австралії, досліджував використання біовугілля, змішаного з патокою, як фураж. Він стверджував, що у жуйних біовугілля може сприяти травленню та зменшувати вироблення метану. Він також використовував гнойових жуків, щоб утворити гній, наповнений біовугіллям, у ґрунті без використання техніки. Азот і вуглець у гної були включені в ґрунт, а не залишалися на поверхні ґрунту, зменшуючи виробництво закису азоту та вуглекислого газу. Азот і вуглець підвищують родючість ґрунту. Дані на фермі свідчать про те, що корм призвів до покращення приросту живої ваги великої рогатої худоби породи Ангус.
За цю інновацію Даг Поу отримав премію уряду Австралії за інновації в управлінні сільськогосподарськими землями. Робота Пау призвела до двох подальших випробувань на молочній худобі, що призвело до зменшення запаху та збільшення виробництва молока.

### Добавка для бетону
Звичайний портландцемент (OPC), важливий компонент бетонної суміші, потребує енергії та викидів CO2. На виробництво цементу припадає близько 8% світових викидів CO2.
Бетонна промисловість все більше переходить на використання додаткових цементних матеріалів (SCM), добавок, які зменшують об’єм портландцементу у суміші, зберігаючи або покращуючи властивості бетону. Доведено, що біовугілля є ефективним додатковим цементним матеріалом, що зменшує викиди бетону при збереженні необхідних властивостей міцності та пластичності.
Дослідження показали, що 1-2% вагова концентрація біовугілля є оптимальною для використання в бетонних сумішах як з точки зору вартості, так і міцності. Було показано, що 2 мас.% розчину біовугілля підвищує міцність бетону на вигин на 15% у випробуванні на триточковий згин, проведеному через 7 днів, порівняно з традиційним бетоном портлндцемент. Бетон з біовугілля також показує перспективи щодо стійкості до високих температур і зниження проникності.
Оцінка життєвого циклу біовугілля показала зниження виробничих викидів із більш високими концентраціями біовугілля, що супроводжується зниженням OPC. Порівняно з іншими SCM з потоків промислових відходів (таких як летюча зола та діоксид кремнію), біовугілля також показало меншу токсичність.

## Дослідження

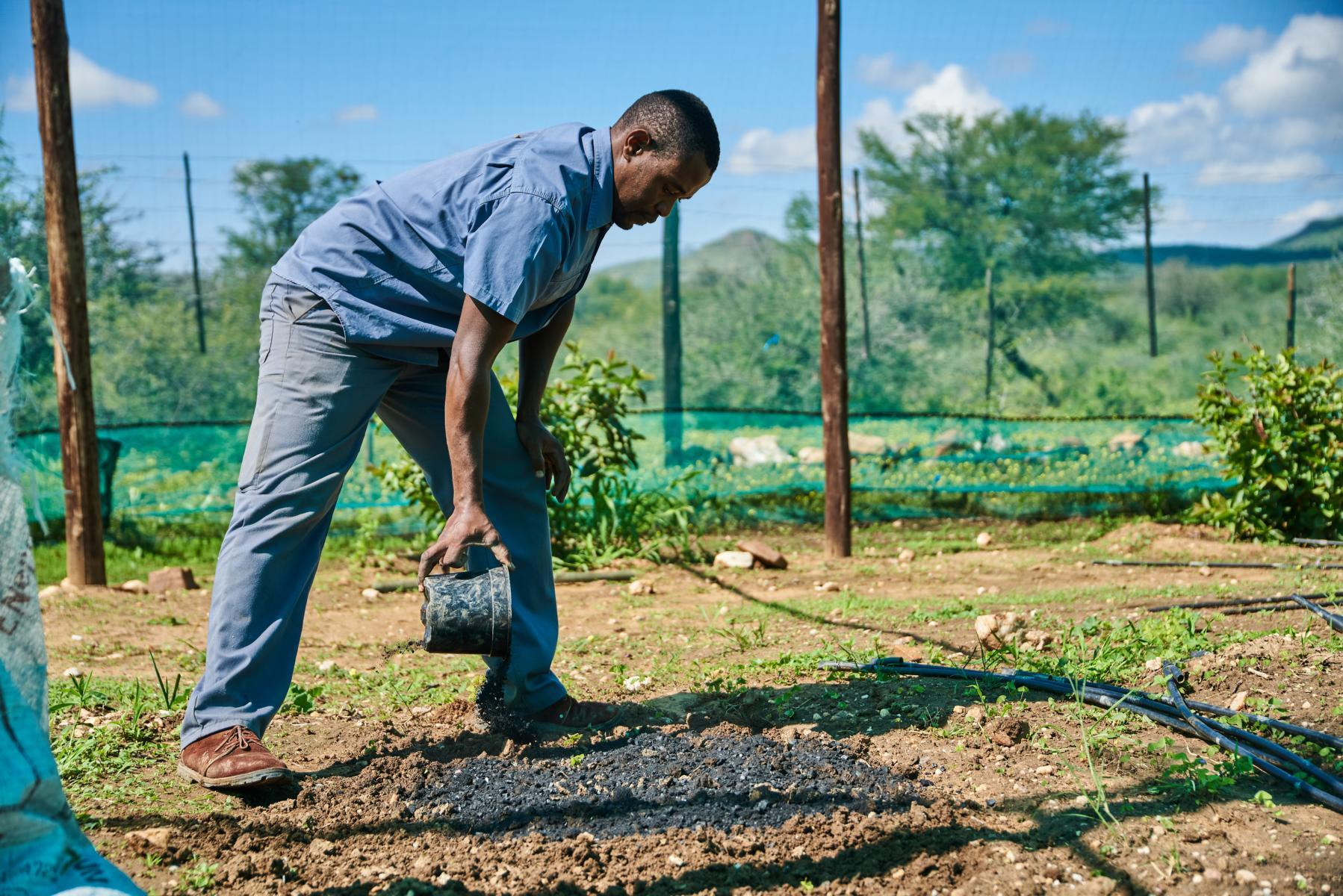
Біовугілля, застосоване до ґрунту під час дослідницьких випробувань у Намібії

Дослідження аспектів, пов’язаних із піролізом/біовугіллям, тривають у всьому світі, але станом на  2018  була ще в початковому стані. З 2005 по 2012 рік 1038 статей включали слово «biochar» або «bio-char» у темах індексованих в ISI Web of Science.
Дослідження проводяться Корнельським університетом, Единбурзьким університетом (який має спеціальний дослідницький підрозділ), Університетом Джорджії, Організацією сільськогосподарських досліджень (ARO) Ізраїлю, Центром вулканів та Делаверським університетом.

### Дослідження поглинання вуглецю
Довгостроковий вплив біовугілля на поглинання вуглецю було досліджено з використанням ґрунту з орних полів у Бельгії з чорними плямами, збагаченими деревним вугіллям, які датуються до 1870 року з курганних печей для виробництва деревного вугілля. Верхній шар ґрунту з цих «чорних плям» мав вищу концентрацію органічного C [3,6 ± 0,9% органічного вуглецю (OC)], ніж сусідні ґрунти за межами цих чорних плям (2,1 ± 0,2% OC). На цих ґрунтах вирощували кукурудзу протягом щонайменше 12 років, що забезпечувало безперервне надходження C із ізотопним сигналом C (δ13C) −13,1, відмінним від δ13C ґрунтового органічного вуглецю (−27,4 ‰) і деревного вугілля (−25,7 ‰). зібрані в околицях. Ізотопні сигнатури в ґрунті показали, що концентрація C, отримана з кукурудзи, була значно вищою у зразках із зміненим деревним вугіллям («чорні плями»), ніж у сусідніх зразках без змін (0,44% проти 0,31%; p = 0,02). Згодом верхній шар ґрунту був зібраний як градієнт між двома «чорними плямами» разом із відповідними суміжними ґрунтами поза цими чорними плямами та диханням ґрунту, а також було проведено фізичне фракціонування ґрунту. Загальне дихання ґрунту (130 днів) не було під впливом деревного вугілля, але дихання C, отримане з кукурудзи, на одиницю OC, отримане з кукурудзи, у ґрунті значно зменшилося приблизно наполовину (p <0,02) зі збільшенням C, отриманого з деревного вугілля в ґрунті. С, отриманий з кукурудзи, був пропорційно більше присутній в агрегатах захищеного ґрунту в присутності деревного вугілля. Нижчу питому мінералізацію та підвищену секвестрацію недавнього C з деревним вугіллям пояснюють поєднанням фізичного захисту, насичення C мікробних спільнот і, потенційно, трохи вищого річного первинного виробництва. Загалом, це дослідження свідчить про здатність біовугілля посилювати секвестрацію С за рахунок зниження обороту С.
Біовугілля поглинає вуглець (C) у ґрунтах через тривалий час перебування в ньому від років до тисячоліть. Крім того, біовугілля може сприяти непрямій секвестрації C за рахунок підвищення врожайності, одночасно, потенційно, знижуючи мінералізацію C. Лабораторні дослідження засвідчили вплив біовугілля на С-мінералізацію за допомогою 13
C підписи.
Флуоресцентний аналіз розчиненої органічної речовини ґрунту, доповненої біовугіллям, показав, що застосування біовугілля посилило гуміноподібний флуоресцентний компонент, який, ймовірно, пов’язаний з біовугіллям у розчині. Комбінований спектроскопічно-мікроскопічний підхід виявив накопичення ароматичного вуглецю в окремих плямах у твердій фазі мікроагрегатів і його спільну локалізацію з глинистими мінералами для ґрунту, доповненого сирими залишками або біовугіллям. Спільна локалізація ароматичних С: полісахаридів С була послідовно знижена після застосування біовугілля. Ці знахідки свідчать про те, що знижений метаболізм C є важливим механізмом для стабілізації C у ґрунтах, доповнених біовугіллям.

### Інші застосування
Дослідження та практичні дослідження потенціалу біовугілля для грубих ґрунтів у напівпосушливих і деградованих екосистемах тривають. У Намібії біовугілля досліджується як способ адаптації до зміни клімату, зміцнення стійкості місцевих громад до посухи та продовольчої безпеки шляхом місцевого виробництва та застосування біовугілля з великої кількості біомаси інкрустаторів.
В останні роки біовугілля ще й привернуло інтерес як засіб для фільтрації стічних вод.

## Див.також
- Відновлювальне землеробство
- Пермакультура
- Система нульового обробітку землі